# قادرآباد (مورتان)
قادرآباد یا کوه زیری روستایی در دهستان مورتان بخش پارود شهرستان راسک استان سیستان و بلوچستان ایران است.

## جمعیت
بر پایه سرشماری عمومی نفوس و مسکن در سال ۱۳۹۵ جمعیت این روستا ۷ نفر (۶خانوار) بوده‌است.